# Sin sot
Sin Sot er en medgift manden betaler, når han gifter sig med en thai-kvinde. 
Beløbet afhænger af kvindens alder, status, om hun har børn og uddannelse;
det betales i 2/3 baht og 1/3 guld. 
Under bryllupscermonien lægges penge og guld
til skue, det er derfor vigtigt, at beløbet er det "rigtige" da forældrene ellers kan tabe ansigt.
Normen er, at penge og guld gives til bruden som sikkerhed og til brug ved skilsmisse, men er familien fattig, sker dette ikke.
Drengene bliver som regel munke i op til et år i 20-års alderen; på den måde ophøjer de deres moders status og anciennitet i lokalsamfundet. Pigernes måde  at betale tilbage på, som tak for fødsel, mad, tøj og uddannelse, er Sin Sot; derfor kan mandens kommende brud også tabe ansigt, hvis beløbet er for lille.
Mange udlændinge, såkaldte "farangs", forstår ikke denne problematik, og tror kun familien er ude på at tjene hurtige penge. Beløb som 600.000 baht er respektløst over for manden med mindre pigen er fra en rig familie; snarere er 50.000 baht og måske 10-15000 baht mere for "farangs" passende.